# Nova Pazova

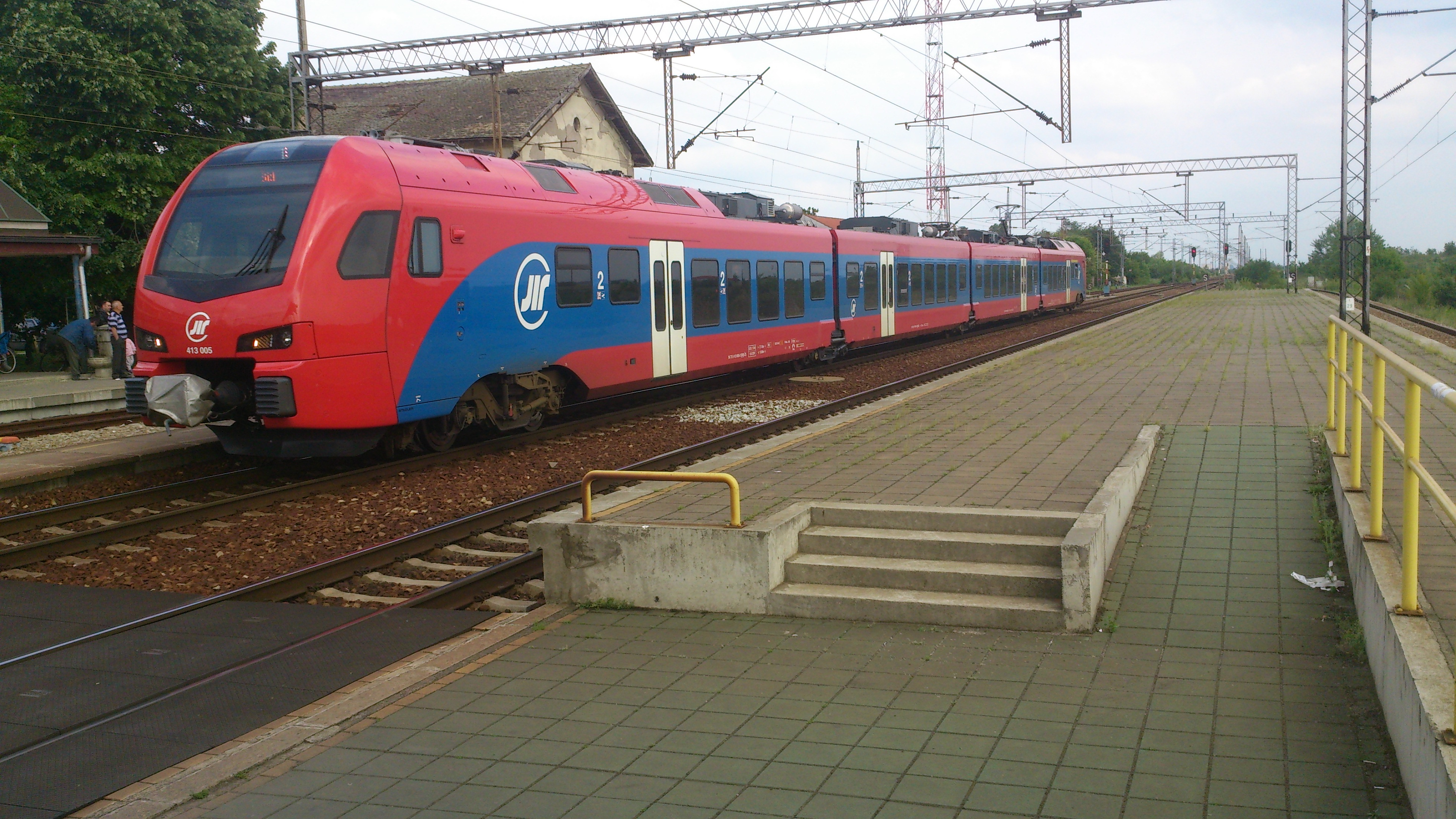
Zug am Bahnhof von Nova Pazova

Nova Pazova (serbisch-kyrillisch Нова Пазова; ungarisch Újpázova; deutsch Neu-Pasua) ist eine Ortschaft im Okrug Srem zwischen Stara Pazova und Batajnica, 25 Kilometer westlich von Belgrad an der Bahnstrecke Belgrad–Novi Sad gelegen. Sie hat etwa 25.000 Einwohner und liegt im Ballungsraum Belgrad in Serbien.

## Geschichte
Nova Pazova wurde 1791 als Neu-Pasua für protestantische Donauschwaben in einem Sumpfgebiet der Donauauen vom österreichischen Hof angelegt. Zu dieser Zeit waren nur noch begrenzte Flächen für Ansiedlungen frei. Die Gemeinde wuchs von 51 Ansiedlerfamilien u. a. aus Benningen am Neckar, Marbach am Neckar, Schopfheim, Schorndorf, Tübingen, Bulkes (serb. Maglić in der Batschka), aus der Kurpfalz und aus Hessen bis 1944 auf über 6000 Bewohner an, die hauptsächlich in der Landwirtschaft im Mais-, Kartoffel-, Getreide- und Hanfanbau sowie der Schweine- und Geflügelzucht und dem zugehörigen Handwerk arbeiteten. Die Ansiedler hatten in den ersten Jahrzehnten im Gebiet der habsburgischen Militärgrenze Wachdienst als Grenzer zu leisten.
Mehrere Tochtersiedlungen (darunter Franzjosefsfeld, Königsfeld, Georgshof, Ciganka, Sopjanska Ada) und Nachbargemeinden (z. B. Bežanija, Bečmen, Dobanovci, Surčin) wuchsen durch Zuwanderer aus Neu-Pasua. Ein wesentlicher Integrationsfaktor der fast vollständig donauschwäbischen Gemeinde war die evangelische Kirche.
Am 6. Oktober 1944 mussten die Einwohner der Gemeinde vor der anrückenden Front mit einem Pferdewagentreck nach Oberösterreich flüchten. Die meisten Flüchtlinge zogen in den darauffolgenden Jahren nach Deutschland, besonders nach Baden-Württemberg. Die Stadt Reutlingen hat für die Neu-Pasuaer die Patenschaft übernommen. Hier befindet sich auch ein Heimatmuseum. Für die heute ansässigen serbischen Bewohner ist Nova Pazova mit einer Haltestelle der Beovoz zu einer ländlichen Belgrader Vorstadt geworden.

## Wirtschaft
Die Wirtschaft von Nova Pazova war ursprünglich agrarisch geprägt. Ein bedeutendes Industriegebiet, eines der größten im Srem, liegt am nordwestlichen Stadtrand. Die Lage südlich der Autobahn A1 zwischen Belgrad und Novi Sad als Teil der Europastraße 75 sowie am Eisenbahnkorridor X mit Haltepunkt internationaler Zugverbindungen sowie Endstation der Linie 1 der Beovoz-Stadtbahnverbindungen nach Belgrad begünstigt die Ansiedlung verarbeitender Unternehmen. Die administrative Grenze der Belgrader Agglomeration endet offiziell im Nachbarort Batajnica.
Am südwestlichen Ende von Nova Pazova liegt der Fliegerhorst Batajnica der serbischen Luftstreitkräfte, aufgrund dessen großer Ausdehnung die Agrarflächen in Nova Pazova wenig Bedeutung für die Einwohner haben.
Für die Verkehrsanbindung von Nova Pazova war die Lage an der alten Novi Sader Straße (M22/1) von Bedeutung.

## Demographie
Zwar gehört Nova Pazova zur Gemeinde Stara Pazova, doch zeigt der Ort heute ein dynamischeres Bevölkerungswachstum. Dies hängt mit der Nähe zur Metropolregion von Belgrad zusammen.

## Religion
In der Siedlung stand eine von 1808 bis 1812 erbaute evangelische Kirche. Diese Kirche wurde nach dem Zweiten Weltkrieg zerstört. 
Heute stehen in Nova Pazova fünf serbisch-orthodoxe Gotteshäuser:
- 1.) Kirche Hl. ehrwürdiger Sisoë der Große, im ehemaligen evangelischen Kirchensaal und der Wohnung des Pastors, wurde 1946 die erste Pfarrkirche der Hl. Dreifaltigkeit geweiht. 2000 wurde das Gotteshaus dem Patrozinium der Hl. ehrwürdigen Mutter Petka Paraskeva anvertraut. Um wiederum 2011 der Schirmherrschaft des Hl. Sisoë des Großen unterstellt zu werden.
- 2.) Dreifaltigkeitskirche, erbaut von 1989 bis 1993, beim alten orthodoxen Friedhof.
- 3.) Christi-Auferstehungs-Kapelle, erbaut 1999, auf dem neuen orthodoxen Friedhof.
- 4.) Kirche Hl. ehrwürdige Mutter Petka Paraskeva, erbaut von 2004 bis 2007
- 5.) Kirche Hl. Erstmärtyrer und Erzdiakon Stefan, seit 2020 in Bau befindlich

### Galerie

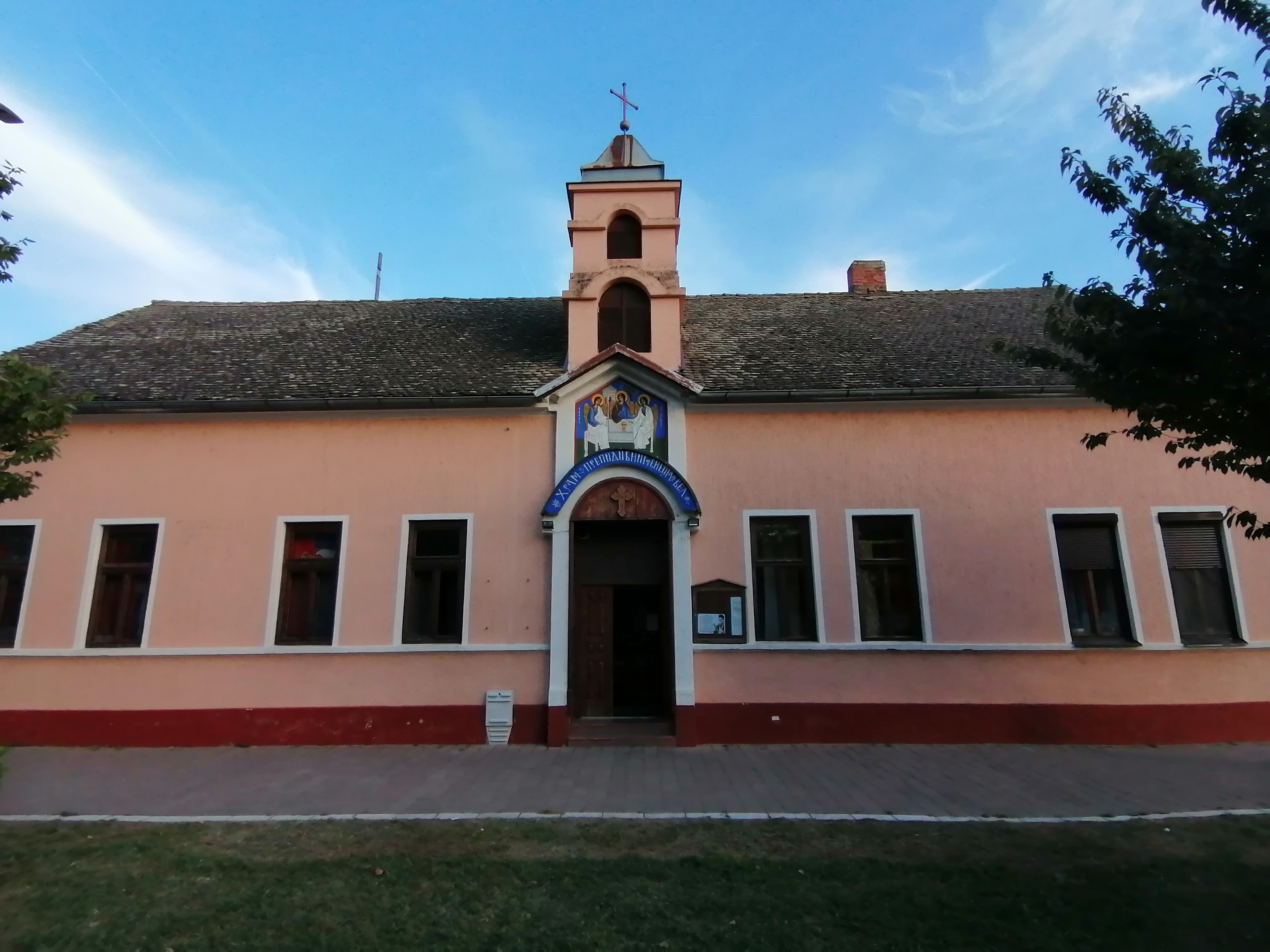
Kirche Hl. ehrwürdiger Sisoë der Große
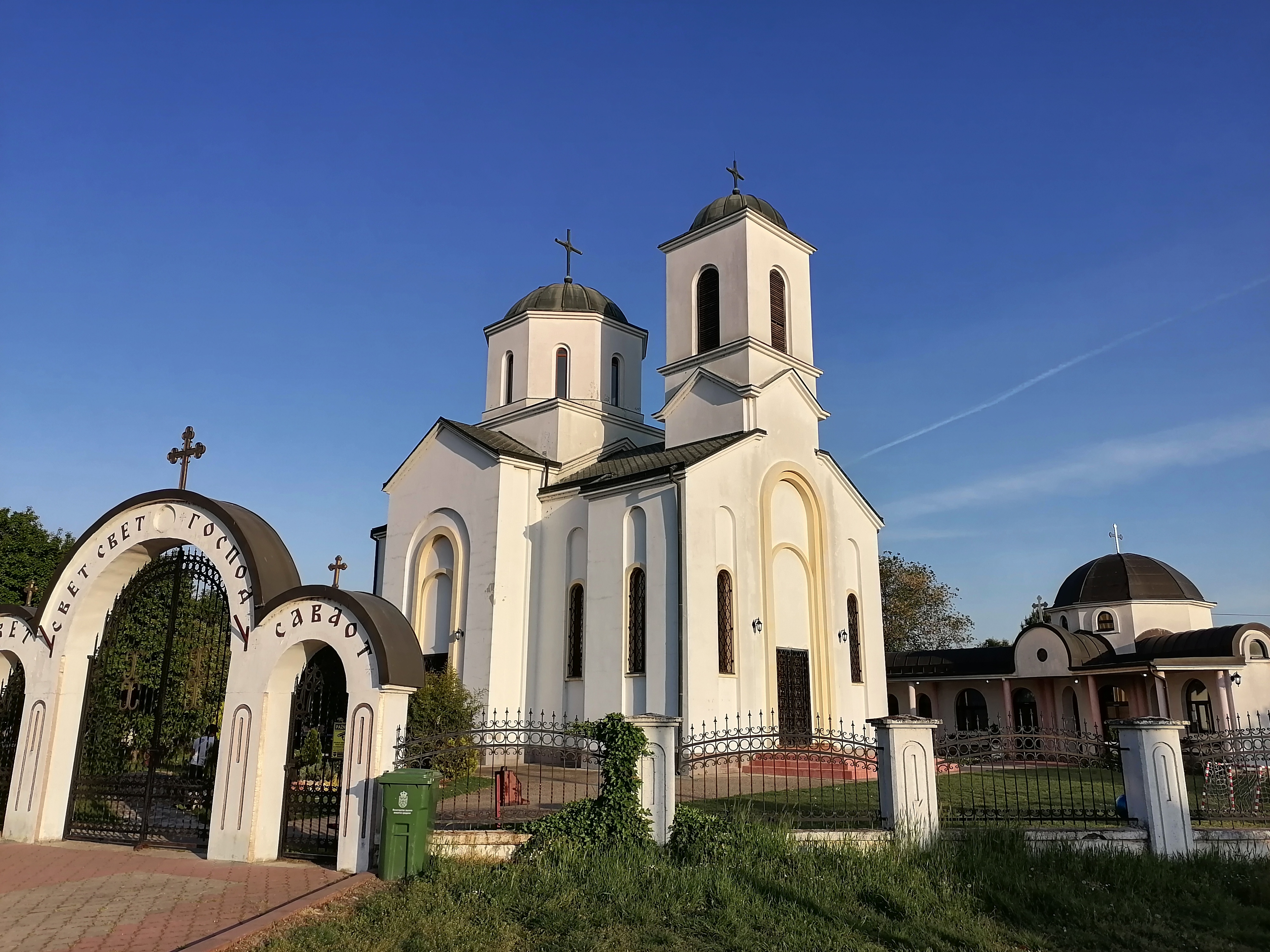
Die Dreifaltigkeitskirche
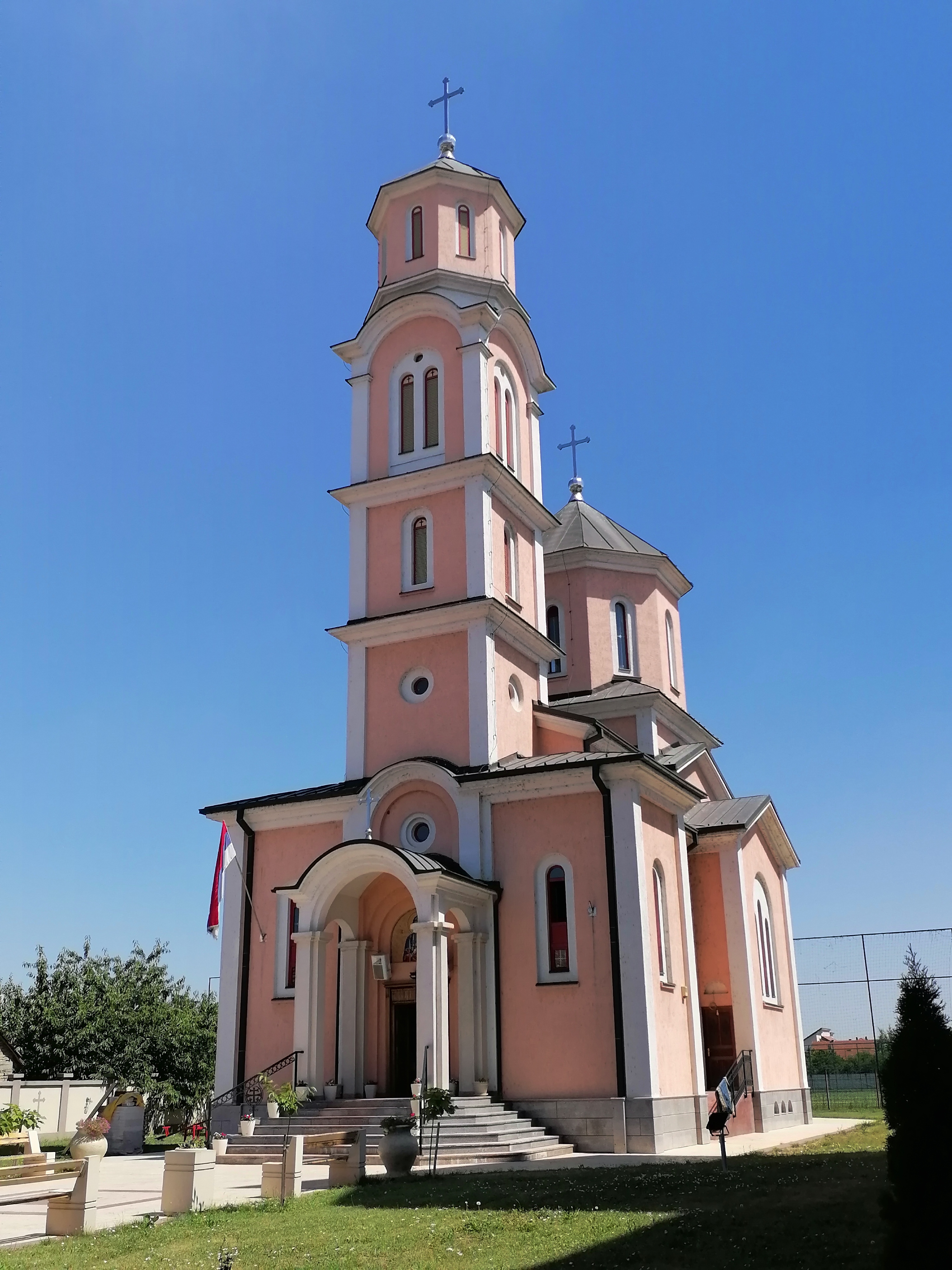
Kirche Hl. ehrwürdige Mutter Petka Paraskeva
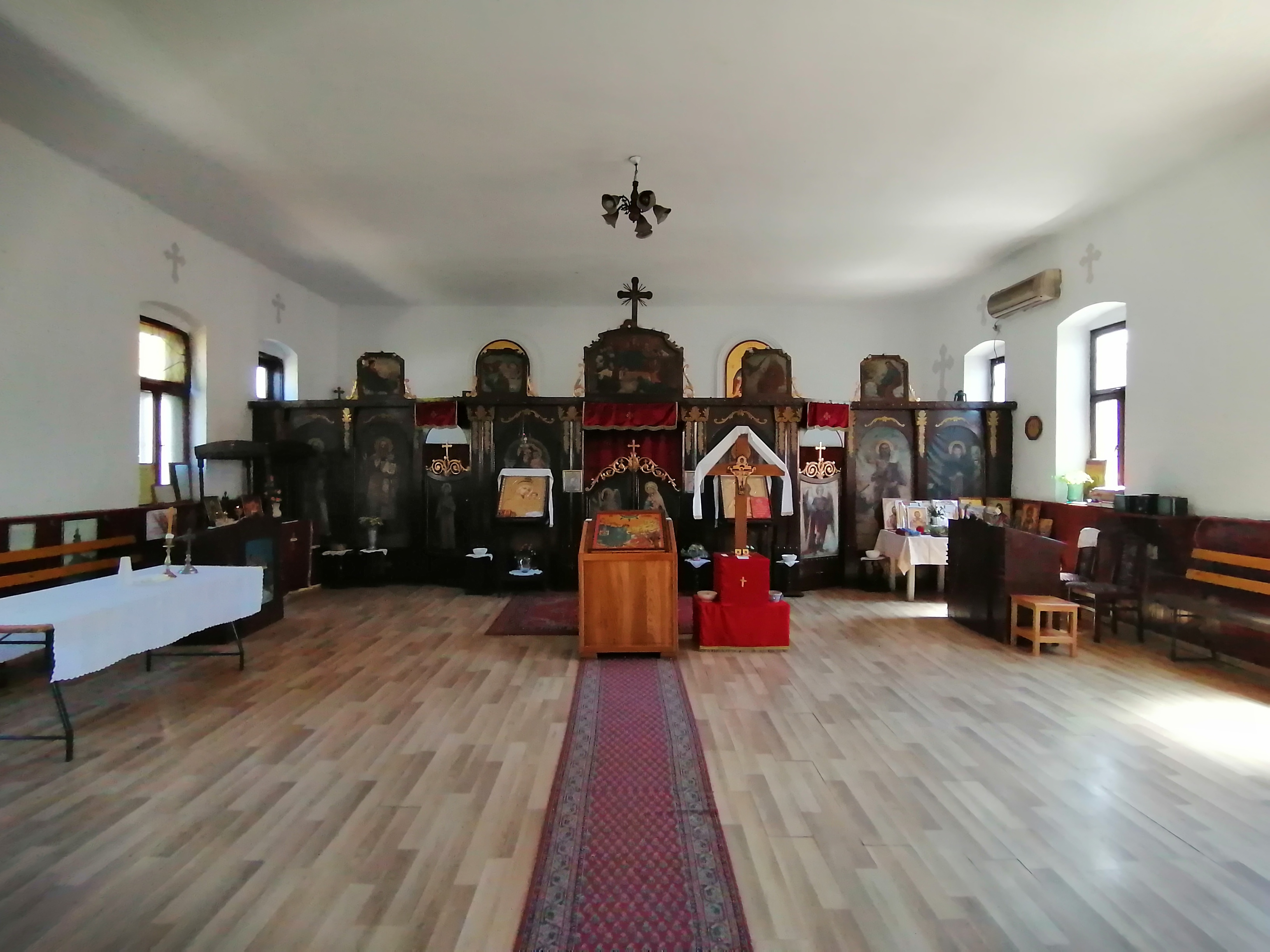
Ikonostase der Kirche Hl. Sisoë der Große
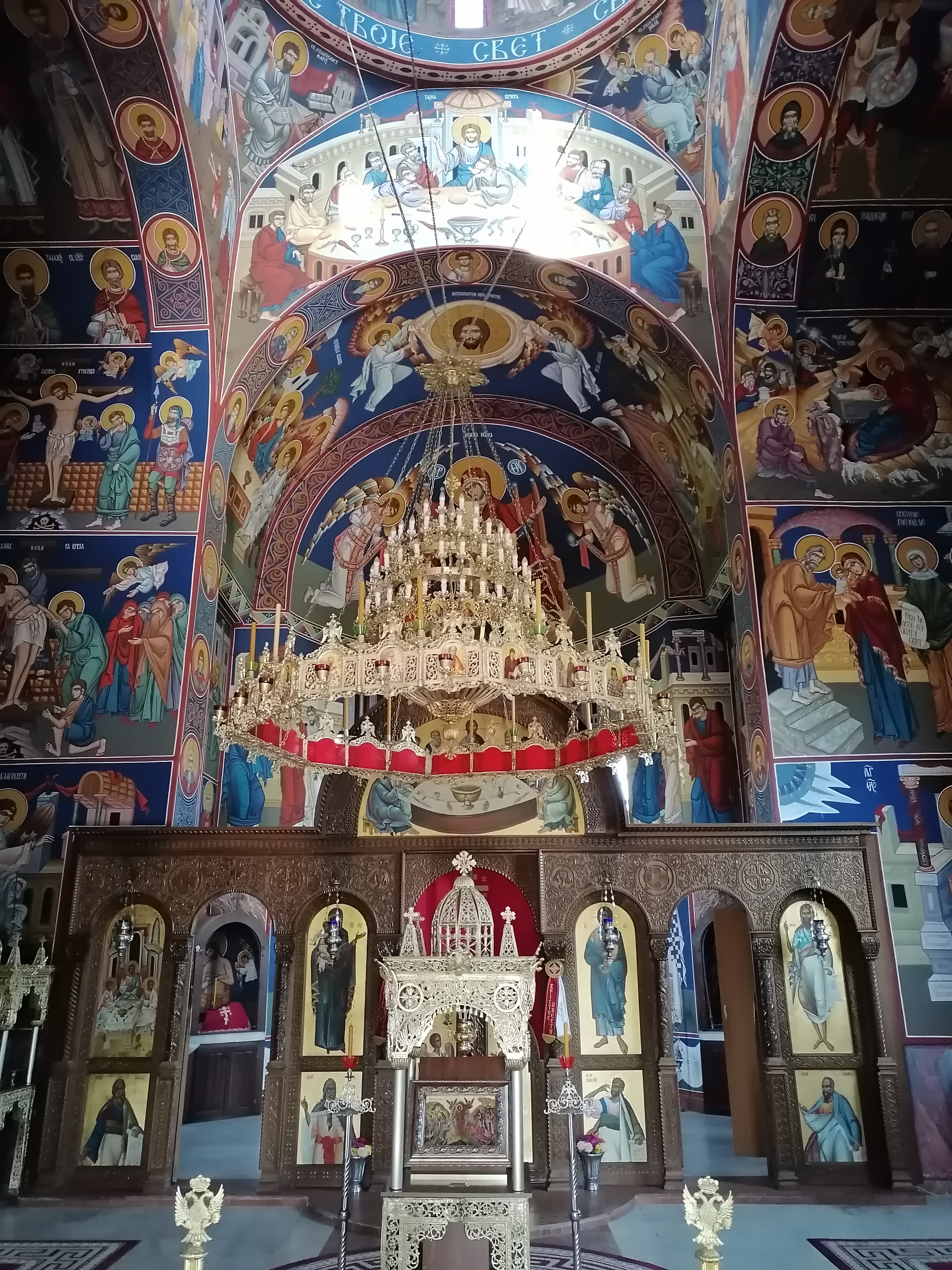
Ikonostase der Dreifaltigkeitskirche
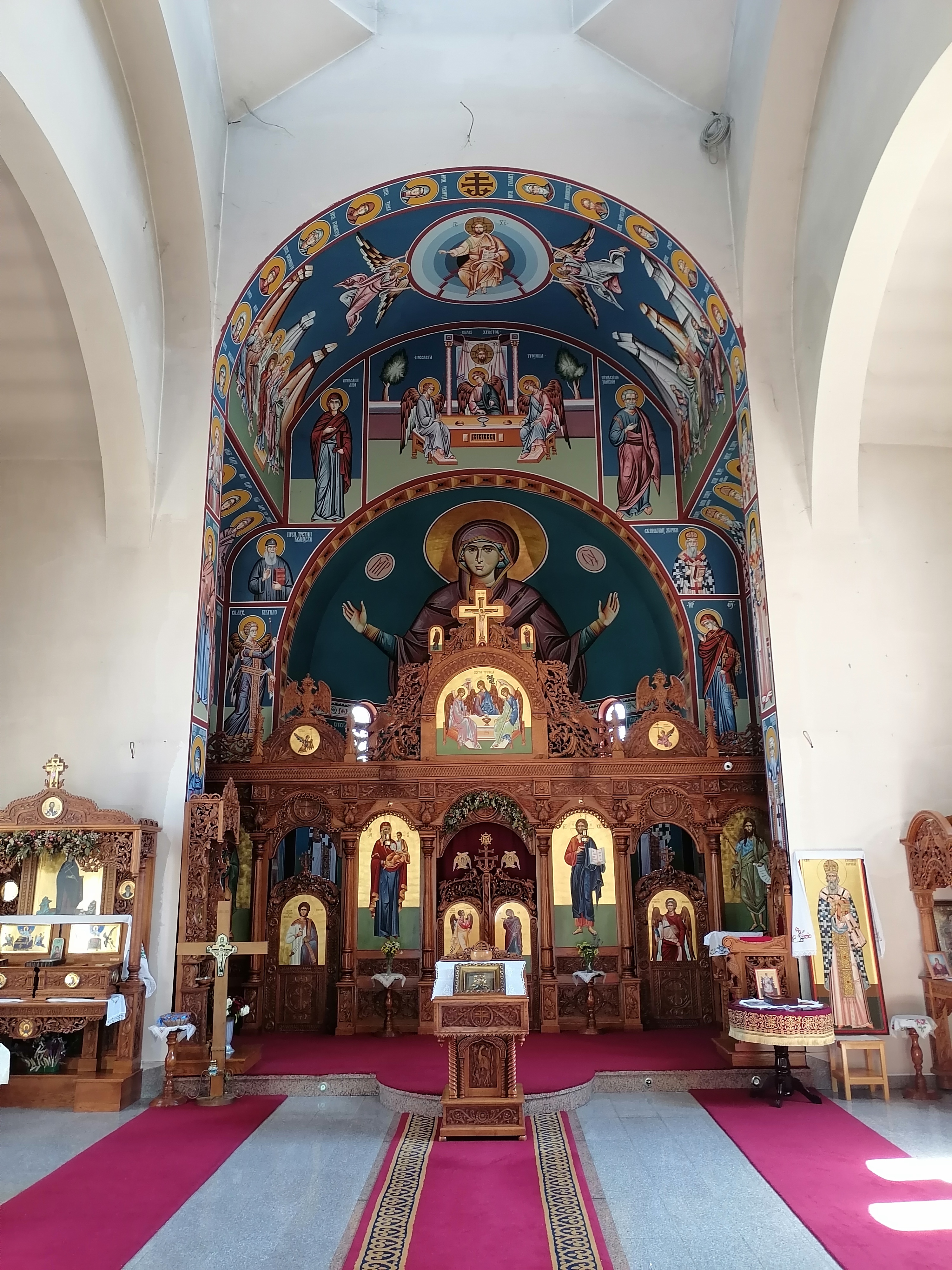
Ikonostase der Kirche Hl. Petka Paraskeva

## Persönlichkeiten
- Johann Bruecker (1881–1965), Erfinder des Trockenrasierers
- Jakob Lichtenberger (1909–2005), Verbandsfunktionär im Königreich Jugoslawien, Hauptsturmführer der Waffen-SS
- Josias Kumpf (1925–2009), donauschwäbischer KZ-Wächter, in Nova Pazova geboren
- Ludwig Binder (1928–1980), Fotograf, Bildjournalist, in Nova Pazova geboren